# Méthode Walt Disney

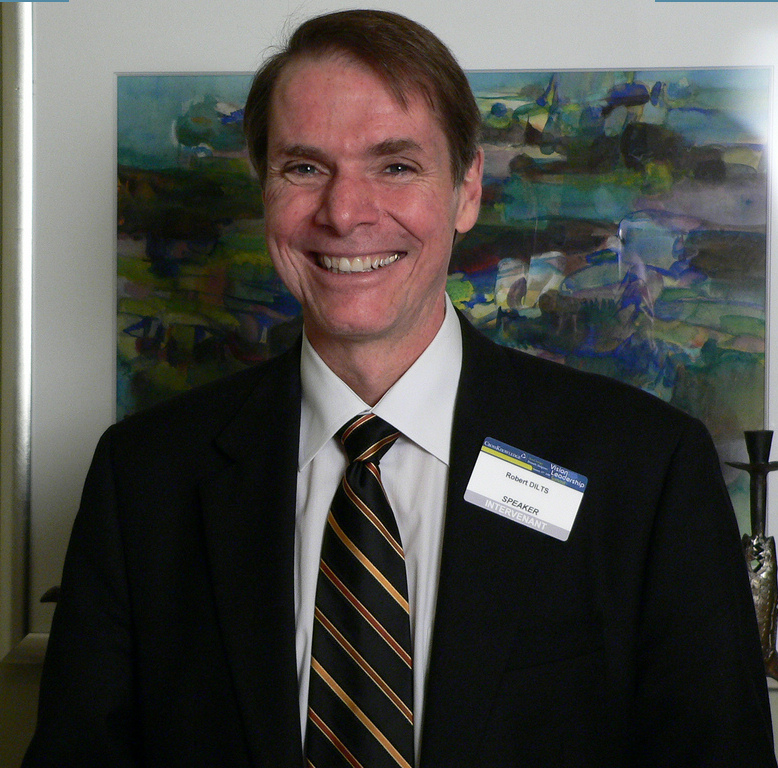
Robert Dilts, auteur de la méthode Walt Disney.

La méthode Walt Disney (ou Stratégie Walt Disney) est une méthode de créativité qui se base sur le jeu de rôle par laquelle une ou plusieurs personnes considère et examine un problème selon trois points de vue.

## Principes
Dans la méthode Walt Disney, les rôles sont définis ainsi :
1. Le Rêveur qui est subjectivement orienté et enthousiaste, se tient toutefois à un jugement pratique, à une idée ou à une analyse.
2. Le Réaliste prend un point de vue pragmatique-pratique, développe des plans d'activité et examine les étapes de travail nécessaires, - mécanismes et conditions.
3. Le Critique provoque et examine les normes des autres. L'objectif est une critique constructive et positive qui aide à identifier les sources d'erreurs possibles.

Cette méthode peut être appliquée aussi bien à un individu qu'à des groupes. Elle est particulièrement utile, s'il s'agit de concrétiser et tout à la fois d'organiser des objectifs et des visions. Dans la programmation neurolinguistique (PNL), la méthode Walt Disney est utilisée comme technique de créativité pour un projet concret et fait partie des modèles de stratégie de programmation neurolinguistique.
Le nom de la méthode se réfère à Robert B. Dilts qui a écrit à propos du producteur et pionnier de technique cinématographique Walt Disney : « ...there were actually three different Walts: the dreamer, the realist, and the spoiler... » (« … il y avait en réalité trois Walts : le Rêveur, le Réaliste et le mauvais bougre... »).

## La méthode
Comme méthode de créativité, la stratégie Walt Disney fonctionne mieux avec quatre rôles au lieu de trois :
1. Le Rêveur (visionnaire et créatif)
2. Le Réaliste (réaliste et pragmatique)
3. Le Critique (directeur qualité, questionneur)
4. Le Neutre (observateur, conseiller)

Quatre chaises sont marquées avec ces rôles, de sorte que chacun peut toujours reconnaître le rôle des autres. Comme technique particulière on commence sur la position neutre et on analyse le problème. Ensuite on se déplace sur une des autres positions, joue le nouveau rôle et argumente selon cette nouvelle perspective. On modifie les positions autant de fois que nécessaire, jusqu'à ce que le développement de l'idée ait atteint un état suffisamment bon. Toutefois la dernière position occupée doit être à nouveau la neutre. Comme les personnes qui prennent part au jeu de rôle occupent toutes les différentes positions, elles examinent un problème selon tous les points de vue.

## Littérature
- Robert B. Dilts: Strategies of Genius. Volume I: Aristotle, Sherlock Holmes, Walt Disney, Wolfgang Amadeus Mozart. Meta Publications, Capitalo (California/USA) 1994,  (ISBN 0-916990-32-X).
- Robert B. Dilts, Todd Epstein, Robert W. Dilts: Know-how für Träumer : Strategien der Kreativität, NLP & modelling, Struktur der Innovation. Junfermann Verlag, Paderborn 1994, Reihe: Pragmatismus & Tradition - Bd. 31,  (ISBN 3-87387-037-1). (Titre original en anglais : Tools for dreamers.)